# سندرم تجرد در ژاپن

سندرم تجرد در ژاپن یا سندرم عدم رابطه جنسی (به ژاپنی: セックスしない症候群، sekkusu shinai shōkōgun) یا سکس باناره (به ژاپنی: セックス離れ sekkusu-banare) (به معنای، «دور شدن از رابطه جنسی») یک فرضیه رسانه‌ای است که نشان می‌دهد تعداد فزاینده‌ای از بزرگسالان ژاپنی علاقه خود را به آمیزش جنسی از دست داده‌اند و علاوه بر این به کاهش تعداد ازدواج‌ها و کاهش نرخ زاد و ولد در ژاپن نیز اشاره می‌کند. این پدیده در زبان انگلیسی ممکن است به عنوان سندرم تجرد (به انگلیسی: Celibacy syndrome) ترجمه شود. بر طبق آمار، درصد فزاینده‌ای از جوانان بدون سابقه آمیزش دگرجنس‌گرا در ژاپن وجود دارند. میل جنسی و فعالیت جنسی در ژاپن از آغاز هزاره کاهش یافته‌است و به عنوان یکی از عامل‌های کاهش نرخ زاد ولد در ژاپن شناخته می‌شود. روزنامه گاردین دو دلیل احتمالی رکود اقتصادی دو دهه گذشته در ژاپن و همچنین نابرابری جنسیتی بالا در ژاپن را برای این پدیده نسبت می‌دهد؛ از اقتصاد راکد گرفته تا طرفداری مانگای ژاپنی، جوانان ژاپن فانتزی جنسی را به واقعیت ترجیح می‌دهند. بسیاری از جوانان ژاپنی علاقه‌ای به داشتن رابطه جنسی واقعی ندارند، اما آنها با چیزهایی که در صفحه نمایش خود می‌بینند، تحریک جنسی می‌شوند.
در ژاپن، افراد باکره و بدون میل جنسی، برچسب‌های مردان گیاه‌خوار (علاقه کمی به ازدواج یا قاطعیت در روابط با زنان)، انگل مجرد (بزرگسالانی که با والدین خود زندگی می‌کنند)، اوتاکو (علاقمندی بیش از حد به انیمه، مانگا، بازی ویدئویی یا رایانه) و در انتهای تاریک‌تر، هیکی‌کوموری (کناره‌گیری حاد اجتماعی) را بر خود دارند. برخی از مردان ژاپنی ابراز می‌کنند قرار گذاشتن در ژاپن بیش از حد تجاری شده‌است، و آنقدر فشار دائمی برای خرج کردن پول برای هدایای گران‌قیمت، شام، و قرارهای عاشقانه وجود دارد که مردان توان پرداخت آن را ندارد. ژاپن در حال حاضر یکی از پایین‌ترین نرخ تولد در جهان را دارد و برای دولت ژاپن، «سندرم تجرد» بخشی از یک فاجعه ملی است. جمعیت ۱۲۶ میلیونی آن (در سال ۲۰۱۳) رو به کاهش بوده‌است و پیش‌بینی می‌شود تا سال ۲۰۶۰ به یک سوم کاهش یابد. داده‌های نظرسنجی از سایر کشورهای پردرآمد نیز نشان می‌دهد که عدم تحرک جنسی در میان بزرگسالان جوان ممکن است در حال افزایش باشد، بنابراین ژاپن ممکن است در روند جهانی بی‌تحرکی جنسی پیشرو باشد.

## بررسی اجمالی
سندرم تجرد یک فرضیه رسانه‌ای است که نشان می‌دهد تعداد فزاینده‌ای از بزرگسالان ژاپنی علاقه خود را به آمیزش جنسی و نیز به احساس عاشقانه، قرار گذاشتن و ازدواج از دست داده‌اند. نظرسنجی‌ای که انجمن تنظیم خانواده ژاپن در سال ۲۰۱۱ انجام داده‌است، ادعا می‌کرد ۴۵ درصد از زنان ۱۶ تا ۲۴ ساله (و یک چهارم مردان) «علاقه‌ای به تماس جنسی نداشتند یا از آن بیزار هستند». به دنبال این نظرسنجی گزارشی در روزنامۀ گاردین منتشر شد که فرضیه سندرم تجرد در آن مطرح می‌شد و پس از آن این موضوع در رسانه‌های انگلیسی‌زبان بسیار مورد توجه قرار گرفت البته چندین روزنامه‌نگار و وبلاگ‌نویس آن را تکذیب کردند. این فرضیه علاوه بر پرهیزجنسی داوطلبانه، به کاهش تعداد ازدواج‌ها و کاهش نرخ زاد و ولد در ژاپن نیز اشاره می‌کند.
بر اساس بررسی‌های ملی باروری ژاپن، نسبت جوانان ژاپنی بدون تجربه رابطه جنسی دگرجنسگرا در دو دهه گذشته افزایش یافته‌است که به عنوان پدیده «سکس باناره» یا به معنای واقعی کلمه، «دور شدن از رابطه جنسی» شناخته می‌شود. این پدیده را همچنین «سندرم عدم رابطه جنسی» و «مرگ رابطه جنسی» نیز نامیده‌اند. در زبان انگلیسی ممکن است به عنوان «سندرم تجرد» ترجمه شود.
برپایهٔ نظرسنجی‌ای که شرکت دورکس — تولیدکنندهٔ کاندوم — سال ۲۰۰۵ در سطح جهانی انجام داد، ژاپنی‌ها با ۴۵ بار رابطهٔ جنسی در سال، کمترین میزان رابطهٔ جنسی را در جهان داشتند». همچنین برپایهٔ پژوهشی در دانشگاه توکیو، بزرگسالان ژاپنی دیرتر از همتایان خود در کشورهای دیگر اولین تجارب دگرجنس‌گرایی خود را تجربه می‌کنند و بخش قابل توجهی از آنها تا ۳۰ سالگی بی‌تجربه باقی می‌مانند. بر اساس آمار در سال ۲۰۱۹ یک چهارم بزرگسالان ژاپنی زیر ۴۰ سال باکره هستند و تعداد آنها در حال افزایش است.

## آمار
«بررسی ملی باروری ژاپن» یک نظرسنجی است که هر ۵ سال یک بار برای بررسی وضعیت و مسائل مربوط به ازدواج، زایمان و فرزندپروری در ژاپن انجام می‌شود. این نظرسنجی برای افراد ازدواج کرده و ازدواج نکرده به صورت جداگانه انجام می‌شود. یکی از موضوعات مهم این نظرسنجی، درک مکانیسم‌های تغییر باروری و علل زمینه‌ای آن است. این داده‌ها توسط «بررسی ملی باروری ژاپن» جمع‌آوری شده‌است. درصد مردانی که هرگز ازدواج نکرده بودند و تجربه جنسی داشتند در نیمه دوم دهه ۱۹۹۰ به اوج خود رسید و سپس وارد مرحله رکود شد. با اندکی تأخیر نسبت‌به مردان، روند افزایشی در میان زنانی که هرگز ازدواج نکرده بودند و تجربه جنسی داشتند نیز در طول دهه ۲۰۰۰ به اوج خود رسید و پس از آن کاهش یافته‌است.
پژوهشگران بهداشت در دانشگاه توکیو از داده‌های هفت نظرسنجی انجام‌شده توسط بررسی ملی باروری ژاپن، بین سال‌های ۱۹۸۷ تا ۲۰۱۵ استفاده کردند که هر کدام بین ۱۱٫۵۵۳ تا ۱۷٫۸۵۹ نفر از بزرگسال ۱۸ تا ۳۹ ساله را شامل می‌شد.
درصد زنان ۱۸ تا ۳۹ ساله‌ای که سکس با جنس مخالف را هرگز تجربه نکرده بودند، از ۲۱٫۷ درصد در سال ۱۹۹۲ به ۲۴٫۶ درصد در سال ۲۰۱۵ رسید. این تعداد برای مردان ۲۰ درصد و ۲۵٫۸ درصد بوده‌است. هنگامی که اعداد به محدوده سنی کوچکتر تقسیم می‌شوند، روند افزایش نرخ باکرگی حتی در بین بزرگسالان ۳۰ ساله مشاهده می‌شود.
برای افراد بین ۳۰ تا ۳۴ سال در سال ۱۹۸۷، ۶٫۲ درصد از زنان و ۸٫۸ درصد از مردان هیچ تجربه رابطه با جنس مخالف را گزارش نکردند. در سال ۲۰۱۵، این اعداد به ۱۱٫۹ درصد از زنان و ۱۲٫۷ درصد از مردان افزایش یافت.
برای افراد بین ۳۵ تا ۳۹ سال در سال ۱۹۹۲، تنها ۴ درصد از زنان و ۵٫۵ درصد از مردان هیچ تجربه رابطه با جنس مخالف را گزارش نکردند. در سال ۲۰۱۵، این اعداد به ۸٫۹ درصد برای زنان و ۹٫۵ درصد برای مردان افزایش یافته‌است.
سال ۲۰۱۶، دولت ژاپن نظرسنجی‌ای از افراد مجرد انجام داد که بر اساس آن، ادعا شد که ۴۲ درصد از مردان و ۴۴٫۲ درصد از زنان — تقریباً نیمی از مجردهای بین ۱۸ تا ۳۴ سال — باکره هستند.
سال ۲۰۱۹، کارشناسان بهداشت عمومی در دانشگاه توکیو نخستین برآورد را از باکرگی در ژاپن ارائه دادند که نتایج آن حاکی از این است که از هر ۱۰ نفر، ۱ نفر در دوره سی سالگی هیچ گونه تجربه جنسی واژینال با جنس مخالف خود نداشته‌است.

## عوامل
کارشناسان این پرسش را مطرح کرده‌اند که چرا جوانان ژاپنی علاقه کمی به رابطه جنسی نشان می‌دهند و این فرضیه را مطرح کرده‌اند که این بی‌علاقگی ممکن است ناشی از فرهنگِ کاری ژاپن، بی‌ثباتی اقتصادی یا بهانه‌های غیرمتعارف باشد؛ یعنی جست‌وجوی لذت جنسی از یک بازی ویدیویی، با حضور یک قهرمان سکسی، به جای داشتن رابطه جنسی با شریک واقعی زندگی. همچنین علاقمندی به مانگای ژاپنی که در آن فانتزی جنسی به واقعیت ترجیح داده می‌شود نیز به عنوان دلیل احتمالی این عدم تمایل به داشتن رابطه با شریک جنسی ذکر شده‌است.
گاردین دو دلیل احتمالی رکود اقتصادی دو دهه گذشته در ژاپن و همچنین نابرابری جنسیتی بالا در ژاپن را برای گزارش‌های سندرم تجرد نسبت می‌دهد.
راشل لوری در مقاله‌ای در مجله تایم می‌نویسد «بسیاری از مردان ژاپنی دوست‌دختر مجازی دارند؛ آنها از طریق یک فیلمنامه از پیش نوشته شده با شریک زندگی خود ارتباط برقرار می‌کنند و به جای جستجوی عشق، زندگی تنها را پذیرفته‌اند و آرزوی ارتباط و اتصال با دوست دخترشان را روی صفحه لمسی پیدا کردند. بسیاری آن را فقط یک بازی می‌بینند و به راحتی می‌توانند بین دنیای مجازی و واقعیت تمایز قائل شوند، در حالی که دیگران همیشه در یک حلقهٔ عشق گیر کرده‌اند و پیوسته منتظر به روز رسانی بعدی بازی هستند.»

### درآمد و اشتغال
برای مردان، برخلاف زنان، درآمد و اشتغال عوامل اصلی مرتبط با باکرگی هستند. در میان مردان ۲۵ تا ۳۹ ساله، افرادی که در رده پایین‌ترین درآمد قرار دارند، ۱۰ تا ۲۰ برابر بیشتر از مردانی که در بالاترین رده درآمد قرار دارند، باکره هستند. علاوه بر این، کسانی که بیکار یا پاره‌وقت/موقت بودند، به ترتیب هشت و چهار برابر بیشتر از افرادی که شغل معمولی داشتند، باکره بودند. به عبارت دیگر، داده‌ها نشان می‌دهد که پول و موقعیت اجتماعی برای رابطه جنسی مردان مهم است. اکثر مردان باکره دارای شغل سودآور نیستند. آنها یا بیکار هستند یا به صورت پاره‌وقت کار می‌کنند و در شهرهای کوچکتر یا مناطق حومه‌ای یا روستایی زندگی می‌کنند. پول و امکان ارتقای شغلی و اجتماعی برای زنان مهم است و این مردان هیچ‌کدام را ندارند. برخی از مردان ژاپنی ابراز می‌کنند قرار گذاشتن در ژاپن بیش از حد تجاری شده‌است و آنقدر فشار دائمی برای خرج کردن پول برای هدایای گران‌قیمت، شام، و قرارهای عاشقانه وجود دارد که مردان توان پرداخت آن را ندارد.
بسیاری از جوانان به دلیل نداشتن شغل ثابت با ناامنی اقتصادی روبرو هستند؛ حدود ۴۰٪ نیروی کار ژاپن از جمله کارگران نیمه‌وقت و کار موقت، کار ثابت ندارند. بر اساس گزارش وزارت بهداشت، کار و رفاه، کارمندان غیر تمام وقت نسبت به کارمندان تمام وقت، در مقایسه ماهانه حدود ۵۳ درصد کمتر درآمد دارند. مردان جوان این گروه کمتر به فکر زندگی مشترک هستند. بسیاری از جوانان ژاپنی نیز گزارش می‌دهند که خستگی ناشی از کار زیاد انگیزه آنها برای دنبال کردن روابط عاشقانه را از بین می‌برد.

### نقش جنسیتی
پس از ازدواج احتمال ترفیع متوقف می‌شود، زیرا روسا تصور می‌کنند که شما باردار می‌شوید و می‌روید. وقتی یک زن بچه دار می‌شود، ادامه کار غیرممکن است. شما باید ساعت‌های طولانی و غیرقابل انعطاف کار کنید، بنابراین باید کار را ترک کنید. در نهایت یک زن خانه‌دار می‌شوید که هیچ درآمدی از خودتان ندارید.

«اری تومیتا» یک زن شاغل ژاپنی در سال ۲۰۱۵
کارشناسان می‌گویند «فرار از صمیمیت انسانی» در ژاپن ناشی از اقتصاد بسیار توسعه‌یافته و نابرابری جنسیتی بالا است. طبق گزارش مجمع جهانی اقتصاد، ژاپن از نظر برابری جنسیتی در بین ۱۴۰ کشور در رتبه ۱۰۴ قرار دارد که بین ارمنستان و مالدیو قرار می‌گیرد. در ژاپن از زنان شاغل و متخصص هنگامی که باردار می‌شوند یا حتی تازه ازدواج می‌کنند، انتظار می‌رود که کار را رها کنند و بدین منظور تحت فشار اجتماعی زیادی قرار می‌گیرند و اغلب متوجه می‌شوند که پیشرفت شغلی غیرممکن شده‌است. واژه جدید «اونی یومه» به معنی «دیو عروس» برای این کار به وجود آمده‌است، اینها زنانی هستند که پس از بچه دار شدن به سر کار بازمی‌گردند. در دنیای شرکت‌های تحت سلطه مردان، به محض ازدواج یک زن، تبعیض در محل کار آشکار است. آمار بررسی ملی باروری ژاپن در سال ۲۰۲۲ نشان می‌دهد که همسرانی که قبل و بعد از تولد اولین فرزندشان به کار ادامه دادند، طی پنج سال گذشته از حدود ۵۰ درصد به تقریباً ۷۰ درصد رسیده‌است که نشان‌دهنده بهبود وضعیت بازگشت به کار در زنان است.
در بحبوحه رکود اقتصادی مداوم، بسیاری از مردان احساس می‌کنند که نگرش‌های قدیمی در مورد نقش‌های جنسیتی و فشار بر آنها برای اینکه تأمین کننده اصلی خانواده باشند، واقع‌بینانه و امکان‌پذیر نیست. در عین حال حتی تقسیم بار اقتصادی و کار کردن زنان نیز مسئله عدم تمایل به تشکیل خانواده را حل نمی‌کند زیرا دنیای شرکت‌ها آنقدر سفت و سخت است که به هر دو والدین اجازه نمی‌دهد، کار کنند. این وضعیت ظاهراً غیرقابل حل، نسل جدیدی از مردان بی‌تفاوت به روابط عاشقانه ایجاد کرده‌است.

## رواج بی‌جنس‌گرایی
پیتر اوئدا پژوهشگر سوئدی که مقالاتی در مورد وضعیت رابطه جنسی دگرجنس‌گرایان منتشر کرده‌است، اظهار می‌کند که مفهوم بی‌جنس‌گرایی در ژاپن مد شده‌است. بی‌جنس‌گرایی به فقدان علاقه یا جذابیت جنسی برای دیگران اشاره دارد و در بین مردم بیشتر به معنای مثبت استفاده می‌شود. این ممکن است به سادگی نشانه‌ای باشد که بسیاری رابطه جنسی را به عنوان یک کار طاقت‌فرسا می‌بینند که در زندگی آنها اختلال ایجاد می‌کند. بسیاری از جوانان استدلال می‌کنند که این ایده خوبی نیست که در طول دوره‌های اوج انرژی جنسی، رابطه جنسی نداشته باشید. از سوی دیگر، این عقیده نیز وجود دارد که در صورت رضایت فرد، بود و نبودِ فعالیت جنسی ملاکی برای ارزیابی کیفیت زندگی نیست.

### مردان گیاه‌خوار
در سال‌های اخیر گزارش‌های فراوانی از موضوعاتی مانند ظهور «سوشوکو دانشی» (مردان گیاه‌خوار) منتشر شده‌است. مردان گیاه‌خوار اصطلاحی است که در جمعیت‌شناسی ژاپن برای توصیف مردان جوانی استفاده می‌شود که علاقه کمی به ازدواج یا روابط با زنان نشان می‌دهند. از آنجایی که مرزهای تعریف این مردان نامشخص است، نظرسنجی‌های مشهوری مانند آنچه توسط «لایف نت» (LifeNet) انجام شد، به این نتیجه رسیدند که در یک گروه نمونه شامل ۱۰۰۰ مرد و زن مجرد در ۲۰ و ۳۰ سالگی، ۳۷۸ مرد گزارش دادند که خود را «گیاهخوار» می‌دانند.

### انگل مجرد
در ژاپن جمعیت فزاینده‌ای از «پاراسایتو شینگورو» «انگل مجرد» وجود دارد — افراد بالغ مجردی که هنوز با والدین خود زندگی می‌کنند — که احتمالاً عامل دیگری در عدم جفت شدن افراد است. دلیل این اصطلاح تحقیرآمیز اینست که مجردهایی که در خانهٔ والدین زندگی می‌کنند، اجاره خانه پرداخت نمی‌کنند و می‌توانند بیشتر برای خود پس‌انداز کنند و از طرف دیگر اغلب مسئولیت کارهای خانه را بر عهده ندارند. این بدان معناست که بیشتر درآمد مجردها به خودشان تعلق دارد و به همین دلیل، انگیزه‌های اقتصادی برای ترک خانه والدین یا تشکیل یک زندگی خانوادگی مستقل وجود ندارد. نقل مکان یا ازدواج به معنای کنار گذاشتن این سبک زندگی امن اقتصادی است.

### هیکی‌کوموری

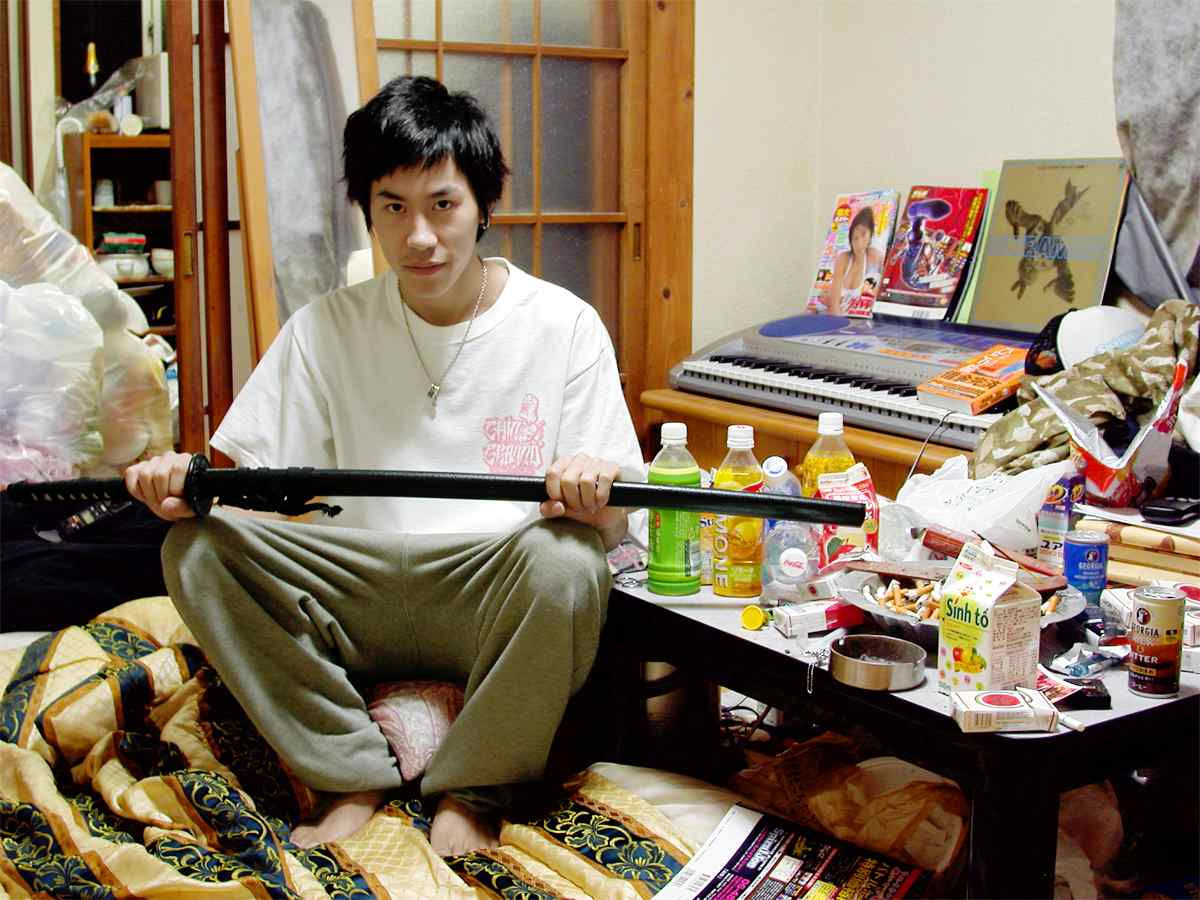
یک مرد جوان ژاپنی که در سال ۲۰۰۴ به عنوان یک هیکی‌کوموری زندگی می‌کرد.

هیکی‌کوموری که همچنین به عنوان «کناره‌گیری حاد اجتماعی» نیز شناخته می‌شود، کناره‌گیری کامل از جامعه و درجات شدید انزوای اجتماعی و حبس در خانه است. برآوردها حاکی از آن است که نیم میلیون جوان ژاپنی به گوشه‌نشینی اجتماعی مبتلا شده‌اند.
اگرچه ارتباط بین فناوری‌های ارتباطی مدرن — مانند اینترنت، رسانه‌های اجتماعی و بازی‌های ویدیویی — و این پدیده به‌طور قطعی ثابت نشده‌است، اما این فناوری‌ها حداقل عامل تشدیدکننده‌ای در نظر گرفته می‌شوند که می‌تواند گوشه‌گیری را عمیق‌تر کند و رشد دهد. مطالعات قبلی هیکی‌کوموری در کره جنوبی و اسپانیا نشان داد که برخی از آنها نشانه‌هایی از اعتیاد به اینترنت را دارند، اگرچه محققان این موضوع را یک مسئله اصلی نمی‌دانند. با این حال، به گفته دانشیار روان‌پزشکی در دانشگاه کیوشو در فوکوئوکا، تاکاهیرو کاتو، بازی‌های ویدیویی و رسانه‌های اجتماعی مدت زمانی را که افراد در خارج و در محیط‌های اجتماعی می‌گذرانند که نیاز به تعامل مستقیم چهره به چهره دارند، کاهش داده‌اند. ظهور تلفن‌های همراه و سپس گوشی‌های هوشمند نیز ممکن است این موضوع را عمیق‌تر کرده باشد، با توجه به اینکه افراد می‌توانند اعتیاد خود را به بازی و گشت و گذار آنلاین در هر جایی، حتی در رختخواب ادامه دهند.

### گستردگی پورن
پورنوگرافی در ژاپن ویژگی‌های خاص خود را دارد که از پورن معمولی غربی متمایزتر است. در ژاپن، فیلم‌ها و فیلم‌های غیرمستقیم جنسی به عنوان «ویدیوهای بزرگسالان» یا «فیلم‌های بزرگسالان» و صنعت فیلم‌های پورن ژاپنی به عنوان «فیلم‌های بزرگسالان ژاپنی» (JAV) شناخته می‌شوند. فیلم‌های انیمیشن اروتیک ژاپنی برای مخاطبان خارجی به عنوان «هنتای» شناخته می‌شوند. با این حال، جامعه ژاپن به این «ویدیوها و فیلم‌های بزرگسالان» به عنوان «انیمه بزرگسالان» یا «انیمیشن اروتیک» (یا ارو انیمه) اشاره می‌کند.
علاوه بر فیلم‌های پورن، با حضور بازیگران واقعی، این شکل از «سرگرمی بزرگسالان» اکنون شامل مجلات پورنوگرافی، کمیک‌های شهوانی، مانگا (کمیک یا رمان‌های گرافیکی)، بازی‌های ویدیویی (اروگه) و انیمه اروتیک (هنتای) می‌شود. و اگرچه رایج‌ترین اشکال پورن ژاپنی شامل فانتزی‌های دگرجنس‌گرا می‌شود، اما سایر گرایش‌های جنسی (مانند ال‌جی‌بی‌تی) به‌طور پیوسته در فرهنگ ژاپنی محبوب‌تر می‌شوند. فیلم‌ها و ویدئوهایی که شامل فتیش‌های جنسی، رابطه جنسی افراطی و بی‌دی‌اس‌ام می‌شوند نیز در ژاپن پخش شده‌اند.

### اعتیاد به پورنوگرافی
افزایش «استفاده شدید از پورن» و کاهش تعاملات صمیمی و جنسی واقعی بین مردان و زنان ژاپنی، احتمالاً با فرگشت و تغییر هنجارهای اجتماعی و اقتصادی در ارتباط است. برخی حدس می‌زنند که برخی از مردان دگرجنسگرا ژاپنی که خواهان روابط واقعی هستند، از ترس طرد شدن می‌ترسند به زنان نزدیک شوند. این ترس می‌تواند باعث اضطراب شدیدی شود که آنها را به سمت پورن سوق دهد. با توجه به اتکای فزاینده مردان جوان به پورنوگرافی، می‌توان تصور کرد که به دلیل تأثیر «تحریک‌کنندگی»، تأثیر زیادی بر علاقه جنسی در دنیای واقعی گذاشته‌است.
با این تنوع «گزینه‌های جنسی»، تصور اینکه چرا بسیاری از «کاربران پورن» جوان ژاپنی (زن و مرد) فکر نمی‌کنند که شرکای زندگی واقعی و روابط می‌توانند همان نوع فانتزی شدید و رضایت جنسی را فراهم کنند، سخت نیست. پیشرفت‌های فناوری ژاپن نیز با ارائه دسترسی مردان ژاپنی به دوست دخترهای مجازی یا روباتیک که برای جایگزینی دوست دختر و روابط واقعی آنها طراحی شده‌اند، به مشکل پورن در ژاپن دامن زده‌است.

### اوتاکو

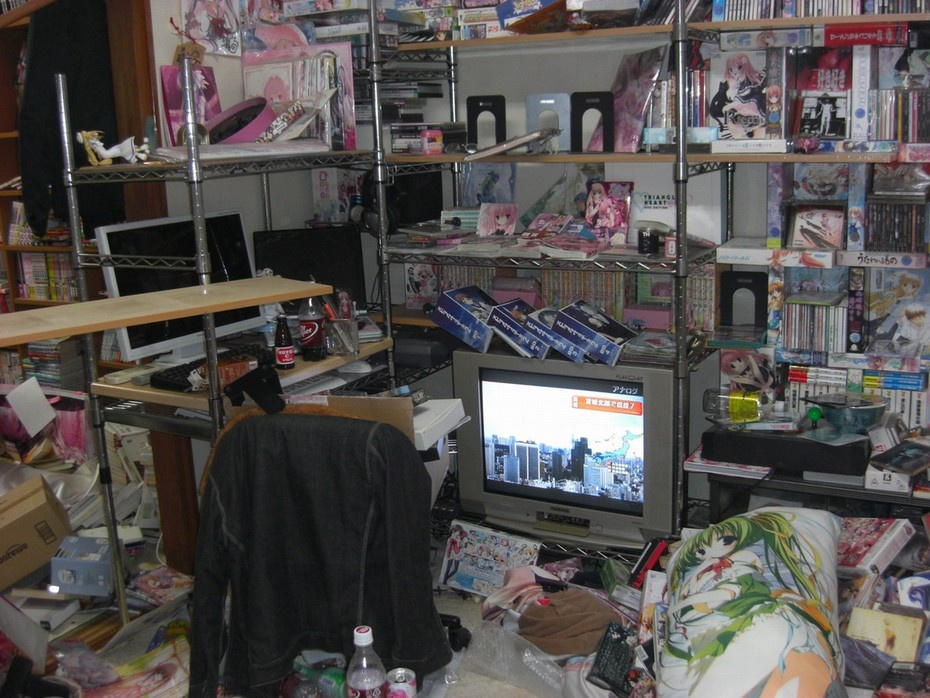
نمونه ای از اتاق یک اوتاکو

اوتاکو واژه‌ای ژاپنی است که افرادی را توصیف می‌کند که علاقه بسیار زیادی به انیمه، مانگا، بازی ویدئویی یا رایانه‌ها دارند. احتمالاً در آغاز جنبه‌ای تحقیرآمیز داشت. بار معنایی منفی آن، ممکن است ناشی از دیدگاه کلیشه‌ای به عنوان «طردشدگان اجتماعی» بوده باشد. بر اساس مطالعات منتشر شده در سال ۲۰۱۳، از بار معنایی منفی این اصطلاح کاسته شده‌است و تعداد فزاینده‌ای از مردم، هم در ژاپن و هم در جاهای دیگر، اکنون خود را اوتاکو معرفی می‌کنند. از ۱۳۷٫۷۳۴ نوجوانی که در ژاپن در سال ۲۰۱۳ مورد بررسی قرار گرفتند، ۴۲٫۲٪ خود را به‌نوعی اوتاکو معرفی کردند.
مردان جوان «اوتاکو» معمولاً تمایل زیادی به روابط دگرجنس‌گرا ندارند اما بیش از مردان، روند «اوتاکوسازی» بر زنان تأثیر گذاشته‌است. این تأثیر مانع از واقع‌بینی زنان و ایجاد فرصت‌هایی شده‌است که ممکن بود منجر برقراری رابطه جنسی شوند. مشاور ژاپنی روان‌شناسی آئویاما بیان می‌کند که اوتاکوهای زن فکر می‌کنند که نوع عشقی که در داستان‌های رمانتیک می‌خوانند تنها راه است. آنها خود را شاهدخت می‌پندارند و منتظر شاهزاده‌ای برومند هستند و حتی اگر آنها با پسری در ارتباط باشند، رابطه آنها بیشتر شبیه دوستان خوب است؛ بنابراین به ندرت منجر به رابطهٔ جنسی می‌شود.
کمالِ مطلوبِ زنانِ زیرِ ۲۵ سال که در شخصیت‌های انیمه‌ای و گروه‌های تمام دخترانه موسیقی پاپ یا «آیدل ژاپنی» منعکس می‌شود، زیبایی و باکرگی است. بر پایهٔ این کمال مطلوب، زنان نباید هیچ نشانه‌ای از تجربه یا تمایل جنسی نشان دهند؛ اگرچه همه چنین کمال مطلوبی را قبول ندارند، تأثیر آن بر جامعه عمیق است.

### ترس از بارداری ناخواسته
اعتقاد بر این است که یکی دیگر از عوامل دلسرد کننده برای رابطه جنسی در ژاپن، اضطراب ناشی از احتمال بارداری ناخواسته است. یک نظرسنجی در سال ۲۰۰۹ که توسط وب‌سایت ازدواج بعد از حاملگی (dekikon.com) انجام شد، نشان می‌دهد تقریباً نیمی از زوج‌هایی که به دلیل شرایط حاملگی عروس، احساس وظیفه می‌کردند که ازدواج کنند، در عرض پنج سال از هم جدا شده‌اند.

### تأثیر شبکه‌های اجتماعی
عامل دیگری که باعث می‌شود زنان اولین تجربه جنسی خود را به تأخیر بیندازند، انبوه سایت‌های شبکه‌های اجتماعی، مانند فیس‌بوک و توییتر است؛ به این معنی است که زنان می‌توانند از طریق برخوردهای آنلاین از تنهایی خود بکاهند. مشاور ژاپنی روان‌شناسی آئویاما می‌گوید «زنان جوان می‌خواهند کسی را داشته باشند که به نگرانی‌های آنها گوش دهد. در گذشته، آن شخص معمولاً یک دوست پسر بود و از آنجایی که بیشتر به او اعتماد می‌کرد، وقتی او درخواست رابطه جنسی می‌کرد تسلیم می‌شد. اما اکنون به دلیل افزایش روابط اینترنتی، نقش عاطفی دوست پسر کاهش یافته‌است.»

## پیامد

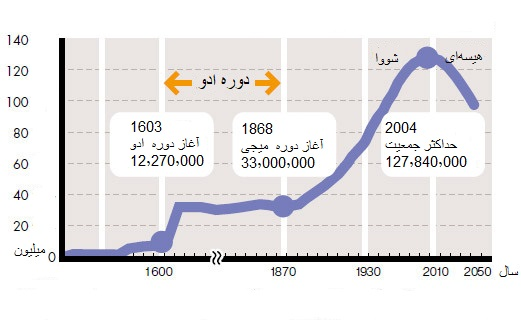
تعداد جمعیت بر اساس دوره تاریخی در ژاپن.

پیامدهای نداشتن رابطه جنسی برای ژاپن با جمعیتی که به سرعت در حال پیر شدن است مشهود است. ژاپن در حال حاضر یکی از پایین‌ترین نرخ زاد و ولد در جهان را دارد.ژاپن در حال حاضر یکی از پایین‌ترین نرخ‌های تولد در جهان را دارد. جمعیت ۱۲۶ میلیونی آن (در سال ۲۰۱۳) در دهه گذشته رو به کاهش بوده‌است و انتظار می‌رود جمعیت تا سال ۲۰۴۰ به حدود ۱۱۰٫۹۲ میلیون نفر، تا سال ۲۰۵۳ به زیر ۱۰۰ میلیون نفر؛ یعنی ۹۹٫۲۴ میلیون نفر و تا سال ۲۰۶۵ به ۸۸٫۰۸ میلیون نفر کاهش یابد.
میزان باروری کل ژاپن یا تعداد فرزندانی که یک زن در طول زندگی خود دارد، در سال ۲۰۲۲ به ۱٫۲ رسیده‌است، در حالی که در اواسط دهه ۱۹۸۰ این میزان ۱٫۸۴ بود. بسیاری این سقوط شدید را ناشی از افزایش مردان گیاه‌خوار در ژاپن می‌دانند. کاهش نرخ زاد و ولد به دلیل بی‌میلی مردان گیاه‌خوار به ازدواج است. سیاست‌های مهاجرتی ژاپن به محدودیت‌های خود معروف است و پذیرش کارگران خارجی، به‌ویژه افراد غیرماهر بسیار محدود است. درنتیجه، ژاپن نمی‌تواند نرخ پایین زاد و ولد را با افزایش جمعیت خود جبران کند.
گاردین ادعا می‌کند: برای دولت ژاپن، «سندرم تجرد» بخشی از دورنمای یک فاجعهٔ ملی است. کونیو کیتامورا، رئیس انجمن تنظیم خانواده ژاپن، تا آنجا پیش می‌رود که به این نتیجه می‌رسد که بحران کنونی جمعیت در ژاپن می‌تواند این کشور را حتی به‌سمت «انقراض» بکشاند اما شهروندان ژاپنی عمدتاً ژاپن را راحت و مدرن می‌دانند و در نتیجه حس خاصی نسبت به بحران جمعیت ندارند. جارد دایموند، دانشمند انسان‌شناسی، کاهش جمعیت در ژاپن را یک پدیده مثبت در این کشور می‌داند. او عنوان کرده‌است که یکی از بزرگ‌ترین مشکلات ژاپن کمبود منابع است. از آنجائیکه تقاضا برای منابع متناسب با جمعیت است، واردات برای یک قرن سیاست خارجی ژاپن برای حل مشکل کمبود منابع بوده‌است. از نظر اقتصادی وابستگی به واردات مشکل بزرگی است، بنابراین کاهش جمعیت یک مزیت برای ژاپن است.
تاکئو هوشی، رئیس بنیاد تحقیقات سیاست توکیو، در مقاله‌ای تحت عنوان مزایای جمعیتی ژاپن می‌نویسد:
در تفکر در مورد اینکه کاهش جمعیت چگونه بر فعالیت اقتصادی تأثیر می‌گذارد، بررسی هر یک از سه عامل مؤثر در رشد تولید ناخالص داخلی مفید است، یعنی نرخ رشد جمعیت، مشارکت نیروی کار (به عنوان درصدی از کل جمعیت) و بهره‌وری (بازده تقسیم بر نیروی کار). نرخ رشد اقتصادی مجموع این سه عنصر است. اقتصاد ژاپن در طول دهه‌های ۱۹۵۰ و ۱۹۶۰ حدود ۸ درصد رشد کرد. حتی در دوره رشد اقتصادی بالا، جمعیت بیشتر (مجموع ارقام «جمعیت» و «مشارکت نیروی کار») به‌طور مستقیم تنها ۱ تا ۱٫۵ درصد سهم داشته‌است. ۷ امتیاز باقی مانده از افزایش «بهره‌وری» حاصل شده‌است. چالش‌های جمعیت شناختی پیش روی ژاپن نباید به عنوان یک فشار بر اقتصاد تلقی شود. در واقع، آنها حتی ممکن است به انگیزه ای برای رشد تبدیل شوند و نوآوری‌هایی را به وجود آورند که بهره‌وری را تقویت می‌کنند. با توجه به اینکه انتظار می‌رود هوش مصنوعی در آینده نزدیک جایگزین کارگران انسانی شود، کاهش جمعیت را می‌توان خبر خوبی در نظر گرفت، زیرا معرفی جسورانهٔ فناوری‌هایی با پتانسیل ایجاد رشد تازه را تسهیل می‌کند.

## انتقاد و نفی
روزنامه‌نگار آمریکایی جاشوا کیتینگ، گاردین و سایر رسانه‌ها را متهم کرده‌است که از داده‌های «گلچین شده» استفاده می‌کنند تا به تصورات غربی از «ژاپن عجیب و غریب» دامن بزنند.
انسان‌شناس ژاپنی، تومومی یاماگوچی نوشته‌است: اخیراً مؤسسه ملی تحقیقات جمعیت و تأمین اجتماعی ژاپن نتایج نظرسنجی خود را در مورد روند زایمان منتشر کرد که الهام‌بخش مقالات بسیاری در رسانه‌های انگلیسی‌زبان دربارهٔ «ژاپن بدون رابطهٔ جنسی» بود. یاماگوچی نقص عمده در این نظرسنجی را در این می‌بیند که هرچند نظرسنجی از افراد مجرد و متأهل ۱۸ تا ۴۹ ساله انجام شده، در تجزیه و تحلیل «داده‌های افراد مجرد» ۱۸ تا ۳۴ ساله، تنها از داده‌های افراد هرگز ازدواج‌نکرده استفاده شده و همچنین تجزیه و تحلیل «داده‌های زوج‌های متأهل» فقط شامل کسانی می‌شود که در اولین ازدواج خود بودند. به این ترتیب به‌طور کلی همجنسگرایان، همچنین افراد مطلقه، بیوه و والدین مجرد در این نظرسنجی نادیده گرفته شدند؛ این یعنی حذف جمعیتی عظیم از کسانی است که فعال جنسی به‌شمار می‌روند.
اگرچه این فرضیه عدم تمایل جنسی را با نرخ پایین زاد و ولد مرتبط می‌کند، «یوتا آئوکی» نویسنده مقالهٔ «ژاپن بدون رابطهٔ جنسی» عنوان می‌کند که در همبستگی بین فعالیت جنسی و کاهش نرخ زاد و ولد اغراق شده‌است و این دو موضوع باید جداگانه مورد بحث قرار گیرند. مردم کشورهایی مانند یونان، کرواسی و بلغارستان، در سال ۸۰ تا ۱۲۰ بار رابطهٔ جنسی دارند، اما نرخ باروری آنها به اندازه ژاپن پایین است. نرخ پایین باروری مشکل منحصر به ژاپن نیست. با توجه به اینکه هر چه سطح تحصیلات بالاتر باشد، نرخ تولد کمتر است، این روند امروزه در خیلی از کشورهایی که مردمشان تحصیلات عالی دارند، قابل مشاهده است.

## احتمال جهانی شدن
در نظرسنجی‌های مشابه از بریتانیا، ایالات متحده و استرالیا، میزان بی‌تجربگیِ بزرگسالانِ دگرجنس‌گرای حدوداً ۳۰ ساله، بین ۱ تا ۵ درصد است. داده‌های نظرسنجی از سایر کشورهای پردرآمد نیز نشان می‌دهد که عدم تحرک جنسی در میان بزرگسالان جوان ممکن است در حال افزایش باشد؛ بنابراین ژاپن ممکن است در روند جهانی بی‌تحرکی جنسی پیشرو باشد.
پیتر اوئدا در مقاله‌ای که در انجمن پزشکی آمریکا در سال ۲۰۲۰ منتشر شده‌است، عنوان کرد که موضوع «عدم رابطه جنسی جوانان» مشکلی منحصر به ژاپن نیست؛ بلکه روندی جهانی است. یک نظرسنجیِ انجام‌شده در ایالات متحده نشان داده‌است که درصد افرادی که به مدت یک سال یا بیشتر رابطه جنسی نداشته‌اند، بین سال‌های ۲۰۰۰–۲۰۱۸ افزایش یافته‌است. این مشکل فقط مختص افراد فاقد شریک جنسی نیست؛ بلکه گویا حتی در افرادی نیز که شریک زندگی دارند، روابط جنسی کاهش یافته‌است.